# Juan Rino
Fray Juan Rino (Brozas, Extremadura; 10 de agosto de 1684 – Tayabas, Filipinas; 7 de marzo de 1769) fue un franciscano, Provincial de la Orden de San Francisco en Filipinas.

## Nacimiento
Nació en la villa cacereña de Brozas el 10 de agosto de 1684, y fue hijo de Diego Rino y Juana Martín.

## Carrera eclesiástica
Empezó como franciscano en el convento de San Onofre en La Lapa (Badajoz),  profesando el 28 de octubre de 1707. Posteriormente, en 1715, pasó a México, donde fue profesor de Teología Moral en el convento franciscano de la ciudad, estando hasta 1717.  Entre 1720 y 1723 fue Secretario de la Provincia de San Gregorio en Filipinas, siendo elegido después Definidor de la Orden y Ministro de Meycanayan (1723-1734). Un año después, 1735, es nombrado Provincial de Filipinas, cargo en el que estará hasta 1738, volviendo al cargo de 1744 a 1758, dedicándole en esta etapa el franciscano Fr. Miguel de San Bernardo su obra El seraphin custodio de la M.N. y M.L. Ciudad de Manila, Metropoli de Philipinas S. Francisco. Entremedias, había sido Administrador de Tayabas (1738-1741) y Custodio  de la Orden (1741-1744). 
Fallecería el 7 de marzo de 1769, a los 84 años de edad, en Tayabas, tras 52 años de permanencia en Filipinas.